# Кія (район імені Лазо)
Кія́ (рос. Кия) — селище у складі району імені Лазо Хабаровського краю, Росія. Входить до складу Бічевського сільського поселення.

## Населення
Населення — 170 осіб (2010; 227 у 2002).
Національний склад (станом на 2002 рік):
- росіяни — 71 %